# کامبوسی
کامبوسی (به پرتغالی: Cambuci) یک منطقهٔ مسکونی در برزیل است که در ریو دو ژانیرو واقع شده‌است. کامبوسی ۵۶۱٫۷۳۹ کیلومتر مربع مساحت و ۱۵٬۵۱۴ نفر جمعیت دارد و ۲۲۱ متر بالاتر از سطح دریا واقع شده‌است.